# 廣谷旭
廣谷 旭（ひろたに あきら）は、日本の実業家。日本で初めて自動車整備士に特化した人材派遣・人材紹介・転職支援を展開する株式会社レソリューションを設立し、新たなビジネスモデルを確立。自動車整備業界全体のレベルアップ、人材確保・待遇改善などに取り組んでいる。奈良県生まれ。

## 概要
日本では、若者のクルマ離れや自動車整備士の高齢化などで、2017年の自動車整備士数は33万6360人と2011年に比べ約11,000人減少し、大学全入時代を迎え専門学校の不人気化で自動車整備の専門学校入学者数は2003年の12万3000人から2016年の6万8000人に半減。自動車整備士の有効求人倍率は2012年の1.07倍から2.90倍（2017年）に上昇し、整備事業者への聞き取りでは約半数が整備士不足を訴えており、ディーラーや検査機関での整備士不足が深刻化している。
廣谷は大手派遣会社時代に、こうした状況を鑑み、それでも自動車の保有台数が緩やかに右肩上がりであり、就業人口の約1割を抱える自動車産業に大きなキャパシティーがあると考え着目。当時は自動車整備士に特化した人材派遣業者は存在すらしておらず、2005年に起業し株式会社レソリューションを設立。給与面や福利厚生面で、その価値に見合った高水準で待遇することで、より優秀な人材を集めることに成功し、新たなビジネスモデルを構築した。同社は、同業他社が存在しないため、その分野ではトップシェアを占めている。
2020年6月現在、全国約1500名の技術者を常時雇用、年間有資格者相談数2000件以上、無資格を加えると1万名超の相談者を持ち、取引口座数は月間で約400社。受注法人は自動車メーカー、民間企業、官公庁までと幅広く月間約1200社ある。

### メカニックの二極化
人材不足の中での派遣会社の存在価値に関して、廣谷は「メカニックは二極化している」と分析。廣谷は、自動車ディーラーに就職した自動車整備士は、3-5年で営業に配置転換させられるケースが多く、整備士のように車の知識を持った者が営業員となり接客するのは理にかなっているが、メカニックには、ずっとメカニックでいたいというタイプが多いため、退職するケースが多いとし、さらに国家資格にもかかわらず給与面で冷遇されている点の改善を目指していると語っている。レソリューションの派遣先は7割が大手の自動車ディーラーで、2割がメーカーのリコール対応、残りがカー用品店や大手の民間車検場となっている。特にディーラーに関しては、全社にチャンネルを持ち、正社員採用を前提とした紹介予定派遣がほとんどを占めており、ディーラー側にとっては再教育を施された優秀なメカニックを採用でき定着率も高いことから、双方にメリットをもたらせることに成功した。また、同社では大手損害保険会社と提携した整備士の研修制度を導入。電気自動車については、独自のカリキュラムを提供するなど技術革新への対応も進めている。
また、他企業で派遣として働く場合も給与面や福利厚生などを価値に見合った高水準で待遇することで、より優秀な人材を確保し、年収1000万円を超えるメカニックも多数在籍している。

#### 紹介予定派遣
廣谷のユニークな考案に、「紹介予定派遣」がある。求職者がトライアル期間として6か月間派遣先で勤務し、求職者と派遣先企業が合意すれば、求職者は派遣先企業の正社員として採用されるという形態のトライアル型就職支援サービスである。廣谷は自社で入社後の社員にアンケートを実施したところ、仕事を辞める理由として42%が人間関係を挙げた。廣谷は、企業側は求職者の勤務意欲が入社後しか分からない。求職者は入社後にしか職場の人間関係が分からない。そのミスマッチを防ぐ手段として、同サービスがより最適に企業と人材を結びつけることができると考えた。

### 外国人留学生受入れと専門学校生への支援
廣谷は、自社において外国人留学生受入れと専門学校生への支援を進めている。2018年現在、レソリューションで派遣している社員約1000人の内、1割近くが外国人留学生である。同社ではベトナムとネパールの通訳兼管理担当を配置し、受入れ体制を整え、さらに3-4か国に拡大する準備を進めている。外国人留学生は2年間専門学校で学び、2級整備士以上の資格を取得しており、高定着率を誇っている。
専門学校生への支援では、自動車整備技能登録試験の過去問題集をアプリにして無料で提供し、求人情報も掲載。全国約250校の大学、短大、専門学校、陸上自衛隊武器科への会社説明会でもアプリ登録を推進。2016年からは、整備士の専門学生への奨学金制度を実施している。

## 略歴
- 1974年 - 奈良県に生まれる[7][3]。
- 大阪電子専門学校卒業[1]。
- 金融業界に就職するが、新しいことに挑戦したいとの思いから、大手人材派遣会社に転職。時間給労働者として工場に勤務。そこで不良品を出さず、作業効率を上げていくといった過程を非常に面白く感じ「工場＝流れ作業による単純作業」というイメージが覆される経験をする。その会社で自動車業界での新規事業部を立ち上げたいとする企画書が認められ、スタート時からプロジェクトに参画。子会社の社長を任される。業績が伸びやりがいも大きな仕事であったが2年周期で別の子会社へ移動をする制度であったため、手塩にかけ育てた事業をバトンタッチしなければいけないことなどもあり、自分で手掛けたいと考え同僚8人とともに独立[7][2]。社名の「レソリューション」（resolution＝決意）は、創業者廣谷が創業に際して、「失敗はしない、二度と転職はしない」との思いから名付けた[1]。
- 2005年 - 12月、株式会社レソリューションを設立。自動車整備士に特化した人材派遣会社で全国に拠点を広げる[3][9]。
- 2020年 - 6月、船井総研にて自動車業界向け整備士募集戦略セミナーの講師を務める[8]。